# 克里莫夫
JSC克里莫夫（或克里莫夫股份有限公司）目前生产国际认证的运输机用燃气涡轮发动机、主变速箱和辅助传动变速箱。
最初是在圣彼得堡成立的基里尔·克里莫夫实验设计局，在弗拉基米尔·雅科夫列维奇·克里莫夫(1892–1962) 的带领下，克里莫夫在雷诺飞机发动机设计的基础上为苏联飞机设计发动机。在苏联时期，它可能使用了飞机修理厂（aviazavod，ARZ）117 的名称。

## 历史
克里莫夫设计局成立于20世纪30年代初期，旨在生产和改进液冷Hispano-Suiza 12Y V-12 活塞发动机，苏联已获得该发动机的许可证。当时克里莫夫还生产摩托车。
1946年，英国政府允许劳斯莱斯公司向苏联出售一批尼恩引擎和Derwent V涡轮喷气发动机。克里莫夫设计局的任务是在西方不知情或未经西方许可的情况下“计量”（逆向工程）英国的设计，例如VK-1和RD-500。
克里莫夫联合发动机公司现位于圣彼得堡。
它使用了1914年在该市现在的维堡斯基区为俄罗斯雷诺汽车股份制工厂建造的国有建筑，在靠近现在的坎特米罗夫斯卡亚街（圣彼得堡）的Bolshoy Sampsoniyevskiy Prospect大道上的土地上增加了新的车间和行政大楼。到 2020 年，该场地已腾出用于重建住房项目。

## 活塞发动机
- M-100（英语：Hispano-Suiza 12Y） – Hispano-Suiza 12Ydrs 经许可制造
- M-103（英语：Klimov M-103） – M-100改进型
- M-105（英语：Klimov M-105） – M-103改进型，后重新命名为VK-105
- M-110
- M-120（英语：Klimov M-120） – 原型直列 18 缸，具有倒 Y 配置的三个 M-103A 缸体；因发动机故障而取消

第二次世界大战期间，型号名从开头的 M（发动机）更改为 VK（首席设计师的姓名首字母）
- VK-106（英语：Klimov VK-106） – 由M-105开发的原型机，改进了低海拔性能；由于冷却问题取消
- VK-107（英语：Klimov VK-107）
- VK-108 – VK-107 原型，启动时 1850 马力，从未投入生产
- VK-109
- VK-110
- VK-150

## 燃气涡轮发动机
VK-（和TV-）涡轮喷气发动机、涡轮风扇发动机、燃气轮机、涡轮螺旋桨发动机、涡轮轴发动机
- RD-10
- RD-33 及其变体、衍生型号：RD-5000B，适用于 MiG Skat 等 UCAV 无人机
- RD-93MA 是 RD-33 的衍生型，专为单引擎轻型战斗机设计。采用BARK-93MA自动控制系统
- 克里莫夫VK-10M - 22000 至 24200 磅力（97.87 - 107.647 kN）
- RD-35，与斯洛伐克 PSLM ZVL 合作
- RD-45
- GTD-350（英语：Klimov GTD-350）
- RD-500（英语：Klimov RD-500），劳斯莱斯 Derwent V 的复制品
- TV2-117（英语：Klimov TV2-117）（由伊索托夫于 1959 年至 1964 年制造）
- TV3-117（英语：Klimov TV3-117） 变体 - 无人机Tu-143（英语：Tupolev Tu-143）使用

：TV3-117VM - 适用于 Mil 和 Kamov 直升机
：TV3-117VMA-SBM1 - 涡轮螺旋桨发动机 适用于 An-140、MiG-110、Be-32K
- TV7-117（英语：Klimov TV7-117） 变体

TV7-117S 涡轮螺旋桨发动机 - 适用于飞机
- 克里莫夫 TV 和 VK - 衍生的涡轮螺旋桨发动机和涡轮风扇发动机动力装置
- 克里莫夫 TV17-117 - 全新引擎，TV家族的后续
- VK-1
- VK-3（英语：Klimov VK-3） 涡轮喷气发动机
- VK-13 涡轮喷气发动机 涡轮风扇发动机
- VK-800（英语：Klimov VK-800）、VK800V
- VK-1500 - TV3-117 发动机的变型或衍生型
- VK-2500（英语：Klimov VK-2500） - TV3-117 的增强型
- VK-650V 涡轮轴发动机，适用于 Ka-226
- VK-1600V 适用于Ka-60通用直升机的项目
- PDV-4000 4000-5000 hp (3-3.8 MW) 涡轮轴发动机，涡轮螺旋桨发动机
- VK-3000
- GTU-18P GTU-14F GTU-24R GTU-28N 燃气轮机

MBT 和车辆、GT 货车机车
- GTD-1000T、GTD-1250
- GTD-1400、GTD-1500

## 辅助动力装置
- GTDE-117
- VK-100
- VK-150